# Masahiro Higashide
Masahiro Higashide (東出 昌大?, Higashide Masahiro; prefettura di Saitama, 1º febbraio 1988) è un attore e modello giapponese.

## Biografia
Ha sposato Anne Watanabe il 1º gennaio del 2015. Le loro prime due figlie gemelle sono nate a maggio del 2016; mentre il loro figlio maschio è nato a novembre del 2017.

## Filmografia

### Cinema
| Anno | Titolo                                                    | Ruolo              | Note                                   |
| ---- | --------------------------------------------------------- | ------------------ | -------------------------------------- |
| 2012 | The Kirishima Thing                                       | Hiroki Kikuchi     |                                        |
| 2013 | Subete wa Kimi ni Aeta kara (It All Began When I Met You) | Takumi Tsumura     | Parte 2°: "Long Distance Relationship" |
| 2014 | Crows Explode                                             | Kazeo Kaburagi     | Protagonista                           |
| 2014 | Ao haru ride - A un passo da te                           | Kō Mabuchi         | Protagonista                           |
| 2014 | 0,5 mm                                                    | "karaoke clerk"    |                                        |
| 2014 | Kiseijū                                                   | Hideo Shimada      |                                        |
| 2015 | Kiseijū Kanketsu-hen                                      | Hideo Shimada      |                                        |
| 2015 | Gonin Saga                                                | Hayato Hisamatsu   | Protagonista                           |
| 2016 | Kurîpî                                                    | Nogami             |                                        |
| 2016 | Maniac Hero                                               | Hidetoshi Nakatsu  | Protagonista                           |
| 2016 | Death Note - Il film - Illumina il nuovo mondo            | Tsukuru Mishima    | Protagonista                           |
| 2016 | Satoshi no Seishun                                        | Yoshiharu Habu     |                                        |
| 2016 | Boku wa Asu, Kinō no Kimi to Dēto Suru                    | Shōichi Ueyama     |                                        |
| 2017 | Sekigahara                                                | Kobayakawa Hideaki |                                        |
| 2017 | Sanpo suru shinryakusha                                   | Pastore            |                                        |
| 2017 | Yochō: Sanpo suru shinryakusha                            | Shirō Makabe       | Protagonista                           |
| 2018 | Netemo sametemo                                           | Baku e Ryōhei      | Protagonista                           |
| 2018 | The Chrysanthemum and the Guillotine                      | Tetsu Nakahama     | Protagonista                           |
| 2018 | Over Drive                                                | Atsuhiro Hiyama    | Protagonista                           |
| 2018 | Punk Samurai Slash Down                                   |                    |                                        |
| 2018 | Biblia koshodō no jiken techō                             | Yoshio Tanaka      |                                        |
| 2019 | The Confidence Man JP                                     |                    |                                        |
| 2020 | Touge: The Last Samurai                                   | Tokugawa Yoshinobu |                                        |

### Televisione
- Renai Kentei (2012, NHK), Junya Yoshimitsu
- Reset: Honto no Shiawase no Mitsukekata (2012, TBS-MBS), Shion/Jun Aya
- Wonderful Single Life (2012, Fuji TV), Hiroki Yamada
- xxxHOLiC (2013, Wowow) Shizuka Dōmeki
- Amachan (2013, NHK), young Daikichi Ōmukai
- Gochisōsan (2013–14, NHK), Yūtarō Nishikado
- Oyaji no Senaka (2014, TBS), Yūsuke
- Hana Moyu (2015, NHK), Kusaka Genzui
- Mondai no Aru Restaurant (2015, Fuji TV), Chef Makoto Monji
- Moribito: Guardian of the Spirit (2016, NHK), Tanda
- Death Note: New Generation (2016, Hulu), Tsukuru Mishima
- Leaders 2 (2017, TBS), Makoto Kusakabe
- I love You Just a Little Bit (2017, TBS), Ryōta Watanabe
- Yochō: Sanpo suru shinryakusha (2017, Wowow), Shirō Makabe
- The Confidence Man JP (2018, Fuji TV)
- Spy no tsuma (Supai no tsuma), regia di Kiyoshi Kurosawa – film TV (2020)